# Monica Macovei

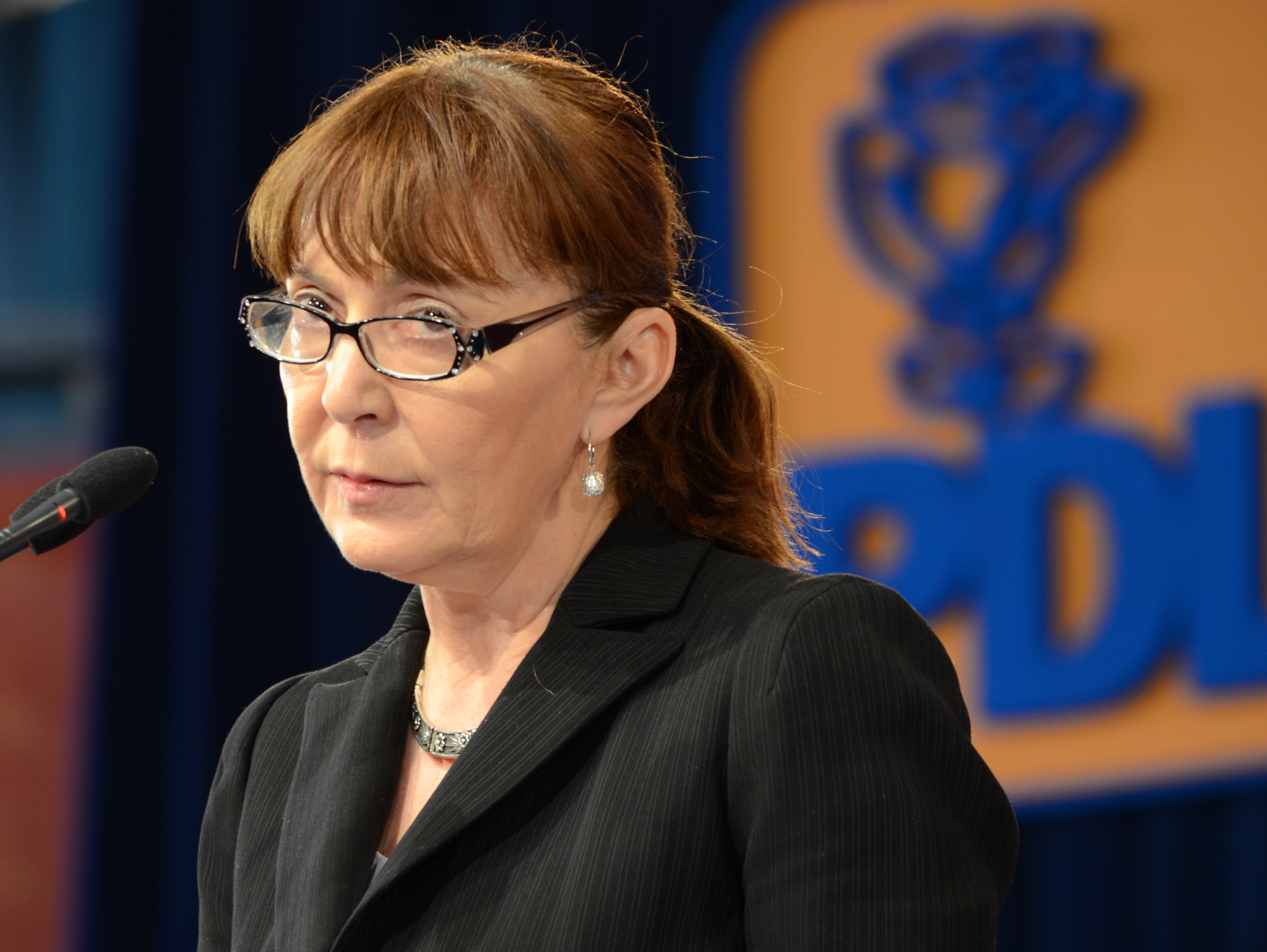
Monica Macovei

Monica Luisa Macovei (* 4. Februar 1959 in Bukarest) ist eine rumänische Politikerin. Sie war rumänische Justizministerin und bis zum Sommer 2014 Mitglied der Demokratisch-Liberalen Partei (DLP).

## Leben
Macovei studierte Rechtswissenschaften an der Universität Bukarest. Von Dezember 2004 bis April 2007 war Macovei als Nachfolgerin von Cristian Diaconescu (PSD) Justizministerin in Rumänien im ersten Regierungskabinett von Călin Popescu-Tăriceanu. Seit 2009 ist Macovei Abgeordnete im Europäischen Parlament.
Im Jahr 2009 vertrat sie als Rechtsanwältin erfolgreich die rumänisch-unierte Pfarrei Bukarest in der Klage für die Eigentumsrückgabe vor dem EGMR in Straßburg.
Macovei verließ die DLP 2014, nachdem diese keinen eigenen Kandidaten für die Präsidentschaftswahlen aufstellen wollte. Macovei kandidierte dann als unabhängige Kandidatin. Im ersten Wahlgang am 2. November 2014 erhielt sie 4,44 Prozent der abgegebenen Stimmen. Ihr zentrales Wahlkampfthema war die Korruption in Rumänien.
Im Juni 2015 gründete sie die Partei M10 (M hoch 10). Bis Juni 2016 war sie auch Vorsitzende von M10.